# Bo Bonfils
Bo Bonfils (født 9. februar 1941 på Frederiksberg, død 6. juni 2019) var en dansk kunstner, der bl.a. er kendt for at have tegnet fire frimærker med motiver af ø-færger.
Bonfils var autodidakt og drev fra 1960 sin egen virksomhed, som han etablerede sideløbende med, at han var tegner på Politiken.
Bo Bonfils tegnede sine første frimærker i 1981. Det var fire frimærker med motiver fra flyvningen gennem tiderne. Senere er det blevet til mange flere frimærker fra hans hånd – blandt andet Dansk Landbrugsmuseum i 1989, lokomotiver i 1991, sejlskibe i 1993 og sporvogne i 1994.
Mange vil genkende Bo Bonfils' streg fra meget andet end frimærker. Bo Bonfils blev landskendt først i 1970'erne for en serie tændstikæsker til Irma med motiver af skibe, sporvogne og biler.
Endvidere er han kendt for sine plakater til Copenhagen Jazz Festival, Tivoli, Louisiana og DSB. Internationalt er han også kendt for sine plakater til bl.a. Daimler-Benz.
Bo Bonfils var uddannet på Københavns Kunsthåndværkerskoles reklameafdeling 1958-1961. Som designer var han selvlært.
Han løste opgaver for blandt andre Ole Palsby, DSB, KEVI, Rosendahl, Eva Trio, Wonderful Copenhagen, Bing & Grøndahl, LO, TV 2 Reklame og Georg Jensen.
Repræsenteret 2004 med sit i 1990 ID prisbelønnede Georg Jensen rustfri stålbestik ”BO BONFILS” på Museum of Modern Art, New York City.
Bo Bonfils flyttede i 1993 til Svaneke på Bornholm. Her boede og arbejdede han i et af byens mange bevaringsværdige huse. I 2003 flyttede han til Raadvad i Nordsjælland. Blandt hans senere opgaver var design af armbåndsure for Georg Jensen og bestik til SAS.